# 仙台市主要地方道90号仙台南環状線
仙台市主要地方道90号仙台南環状線（せんだいししゅようちほうどう90ごうせんだいみなみかんじょうせん）は、宮城県仙台市太白区郡山より青葉区折立に至る主要地方道に指定されている政令指定都市の市道である。仙台市の都市計画道路長町荒巻青葉山線である。

## 概要
仙台市南部と東北自動車道仙台宮城インターチェンジを結ぶ都市計画道路であるが、狭小市道をつないだ部分も多く、一部不通区間もある。
かつては宮城県道として、道路地図などでも一部区間のみ掲載されていたりしたが、2017年現在では市道として掲載されており、道路地図は愚か実走してもどの部分を通っているかを把握することは困難な区間もある。

### 路線データ
- 実延長：12,330.8m
- 起点：仙台市太白区郡山（国道4号仙台バイパス籠ノ瀬交差点）
- 終点：仙台市青葉区折立（国道48号）

## 地理

### 通過する自治体
- 宮城県
  - 仙台市（太白区-青葉区）

### 不通区間
不通とは表示されていないが、車両では、実質的に困難な区間を含む。
- 青葉山～八木山区間（ダート道。さらに進めば、直径20cm程度の石がいくつも落ちているため）
- 八木山動物公園周辺（階段のため）
- 国道286号との交差部（中央分離帯のため）

### 接続する道路
- 国道4号（仙台バイパス）（仙台市太白区郡山）
- 宮城県道273号仙台名取線（旧・国道4号、あすと長町大通り）
- 宮城県道258号仙台館腰線（仙台市太白区大野田）
- 国道286号
- 国道48号